# Lafayette Street (Manhattan)

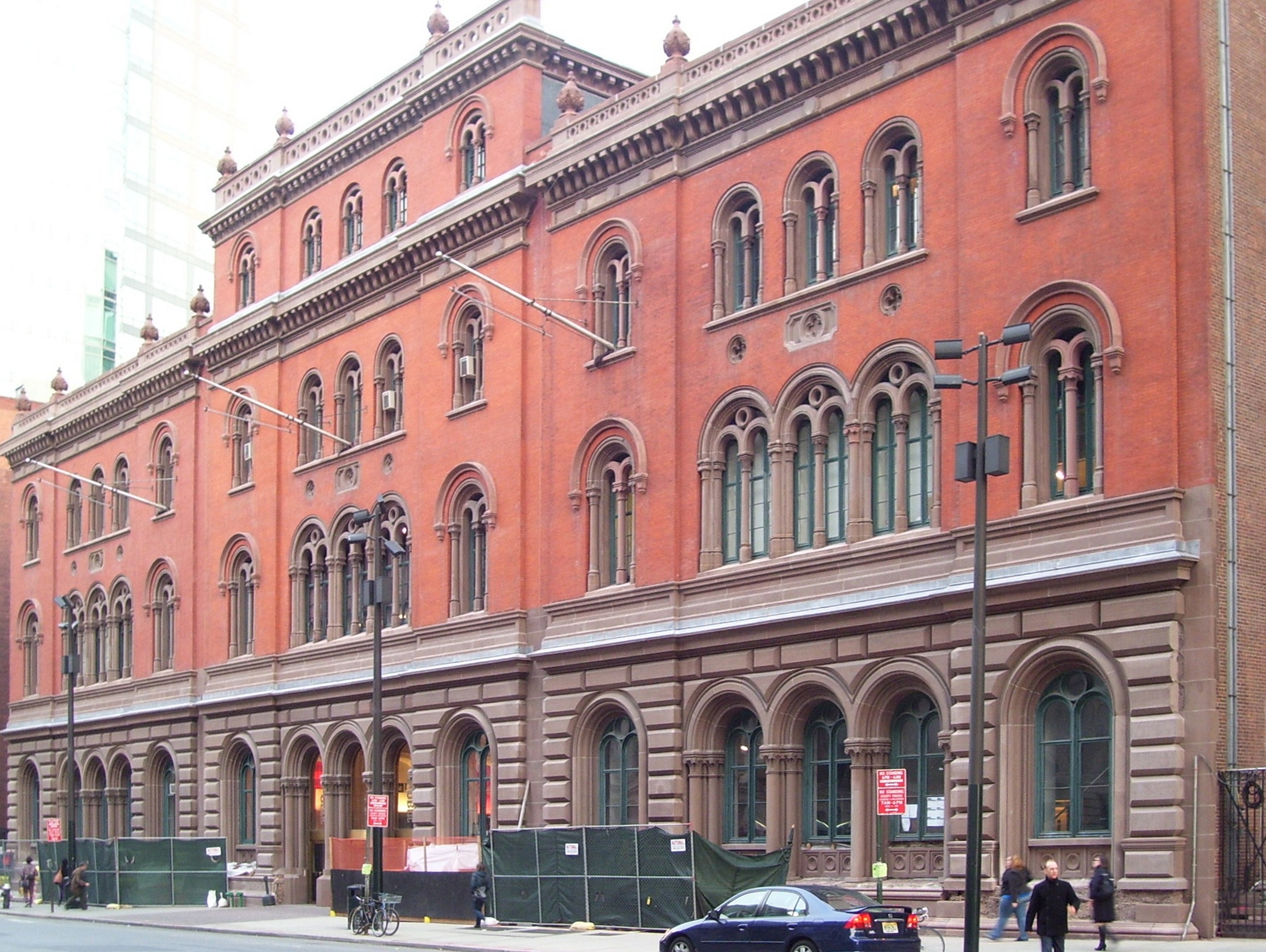
The Public Theater (früher Astor Library)

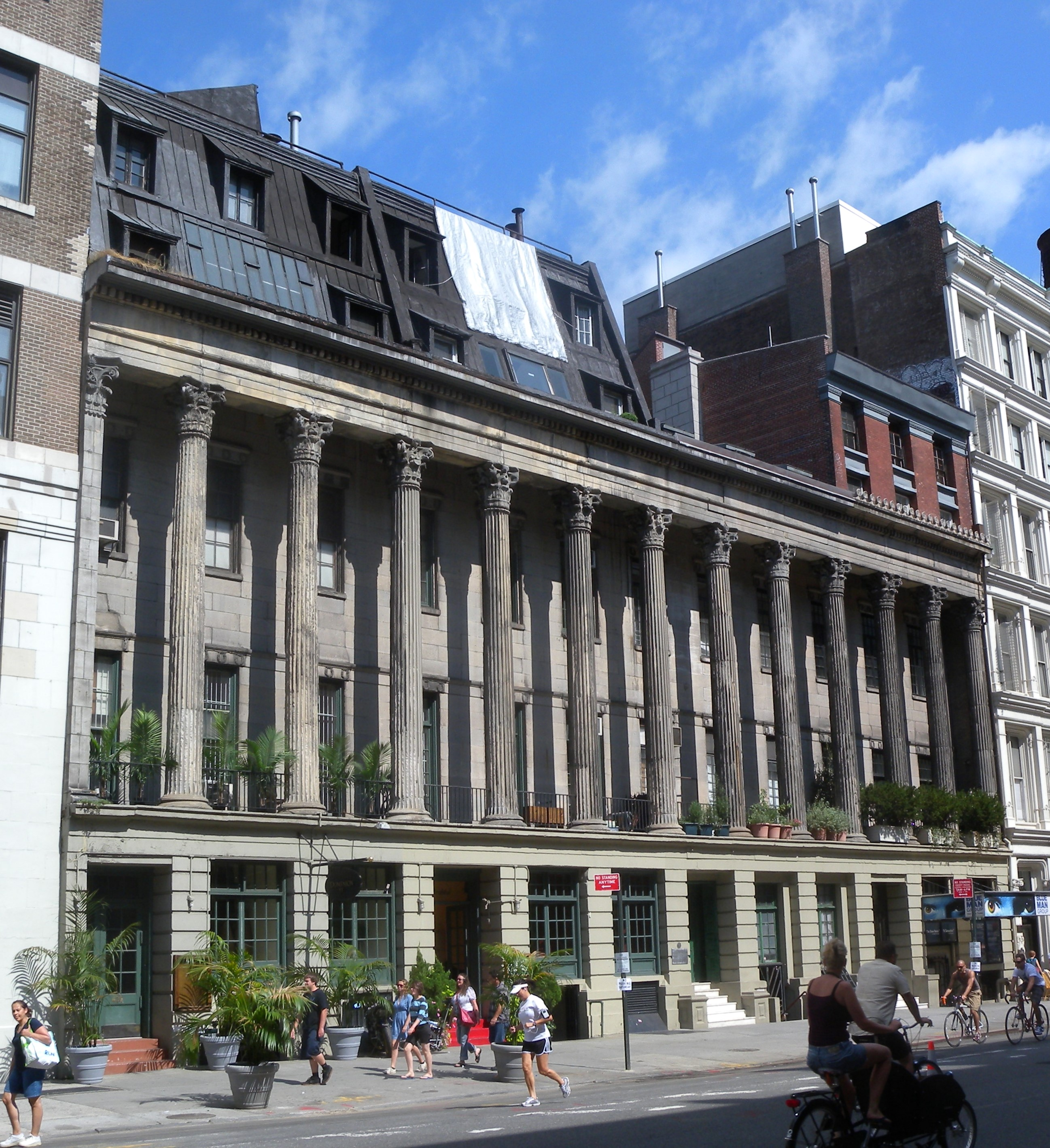
Colonnade Row

Die Lafayette Street ist eine 2,2 km lange und 15 Meter breite Straße im Süden des Bezirks Manhattan in der US-amerikanischen Metropole New York City.

## Lage und Verlauf
Die Lafayette Street erstreckt sich in nord-südlicher Richtung durch Lower Manhattan und verläuft in etwa parallel zum westlich gelegenen Broadway. Ursprünglich hieß der Teil der Straße, der südlich der Houston Street liegt, Elm Place.
Die Straße hat ihren Ausgangspunkt im Süden, wo sich Reade Street und Centre Street kreuzen – einen Block nördlich der New York City Hall. Die Einbahnstraße verläuft dann in nördlicher Richtung nacheinander durch die Viertel Chinatown, Little Italy, Nolita und NoHo. Schließlich geht sie zwischen der 9th Street und 10th Street in der Fourth Avenue auf. Eine eigenständige Fahrradspur verläuft auf der linken Seite der Straße.

## Nahverkehr
Die U-Bahn IRT Lexington Avenue Line verläuft unter der Lafayette Street und hält an der Canal Street, Spring Street, Bleecker Street und am Astor Place.

## Geschichte

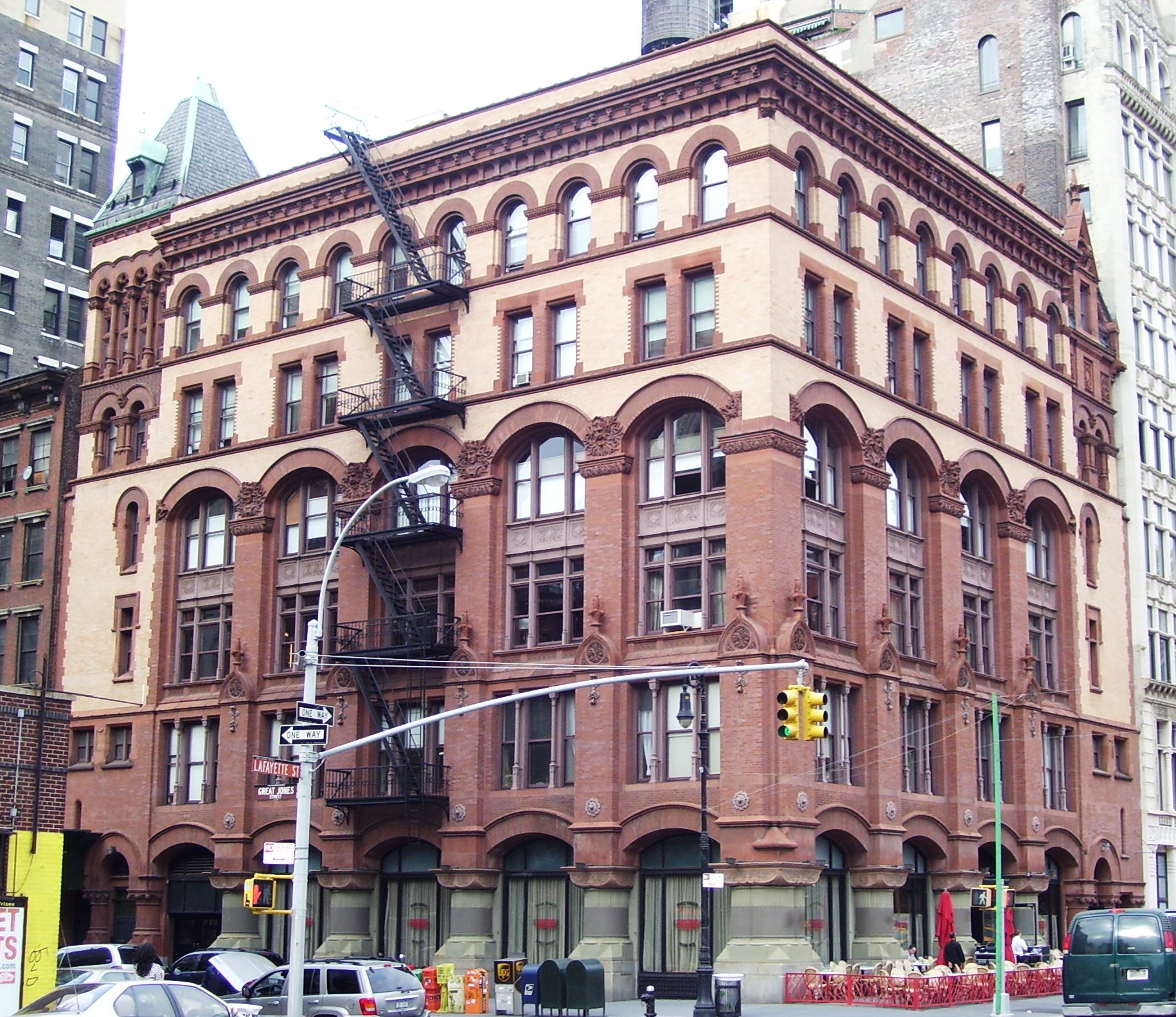
Das neuromanische Schermerhorn Building von Henry Janeway Hardenbergh

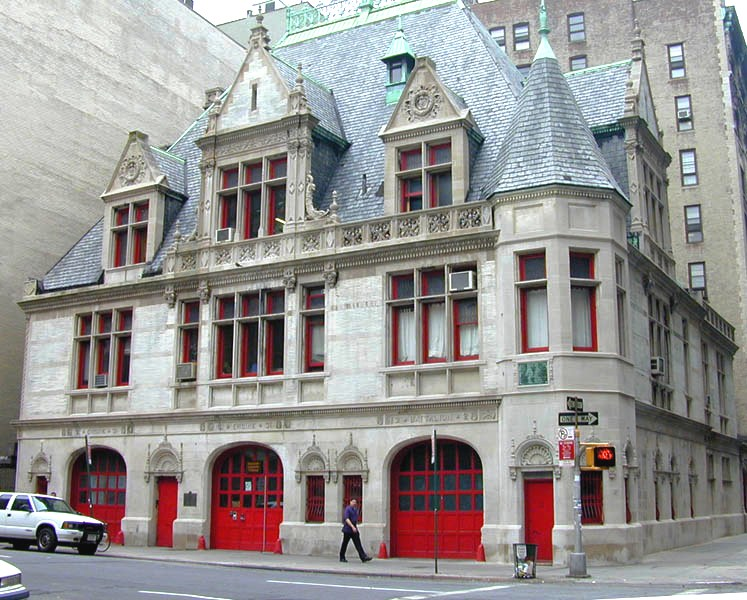
Feuerwehrhaus aus dem Jahre 1896 von Napoleon LeBrun (87 Lafayette Street an der Kreuzung mit der White Street), in dem heute das Downtown Community Television Center untergebracht ist

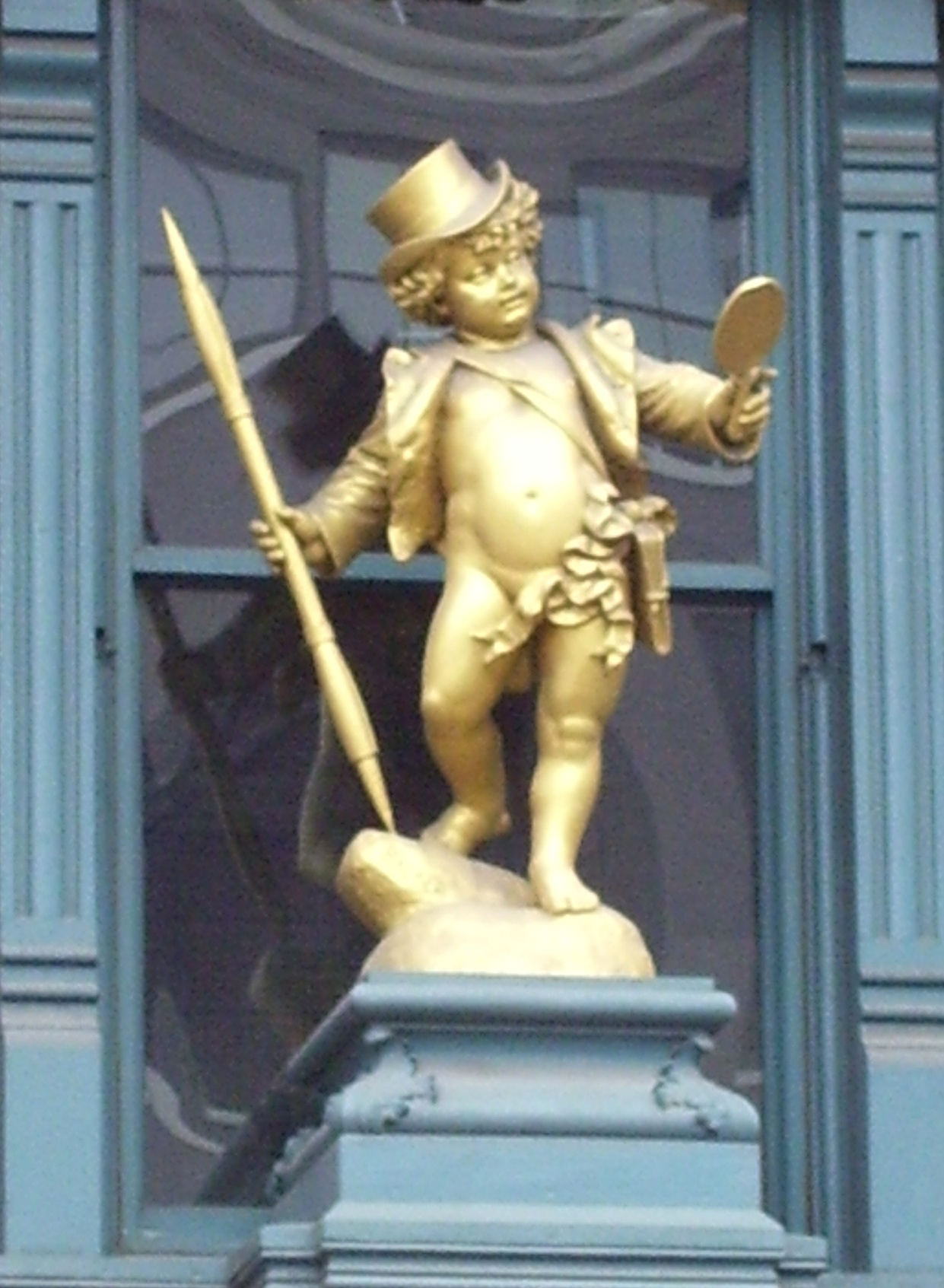
Vergoldete Statue von Shakespears Puck (Ein Sommernachtstraum) vor der Eingangstüre des Puck Building

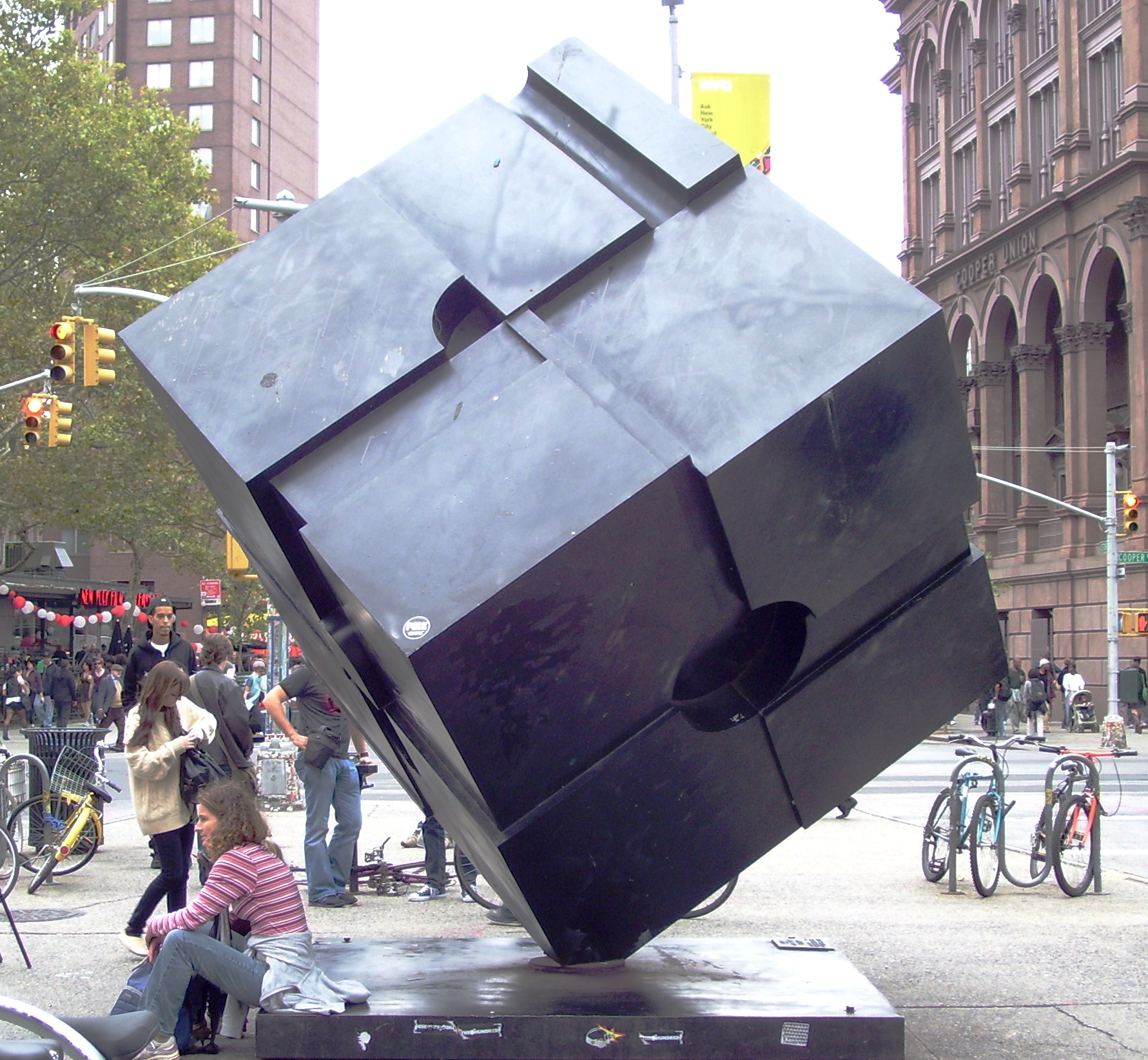
Die Skulptur Alamo von Tony Rosenthal am Astor Place

Der Grund und Boden, auf dem die Straße verläuft, war anfangs Gegenstand einer Immobilienspekulation von John Jacob Astor, der den dort zuvor bestehenden großen Gartenbaubetrieb im Jahre 1804 für 45.000 $ erwarb und den Grund an einen Franzosen Names Joseph Delacroix verpachtete, der daraus einen Lustgarten mit angeschlossenem Theater machte: die New York Vauxhall Gardens nach dem Vorbild der berühmten Vauxhall Gardens am Rande Londons.
Als die Pacht 1825 auslief, legte Astor in der Mitte des Grunds eine neue Straße an – eine Sackgasse, die am Astor Place begann und eine Länge von drei Blocks hatte. Er nannte diese Sackgasse Lafayette Place, um damit eines Helden des Amerikanischen Unabhängigkeitskriegs zu gedenken: Marie-Joseph Motier (Marquis de La Fayette), der zu jener Zeit Amerika erneut besuchte und dort begeistert gefeiert wurde.
Die Grundstücke auf beiden Seiten der neuen Straße waren schnell verkauft und brachten Astor ein Vielfaches dessen ein, was er zwei Jahrzehnte zuvor für dieses Land zahlte. Das prachtvollste Greek-Revival-Bauwerk war „LaGrange Terrace“ auf der Westseite der Straße, das 1833 erbaut wurde – heute bekannt als „Colonnade Row“ aufgrund der Säulen Korinthischer Ordnung, die sich zwei Stockwerke hoch vor den dahinterliegenden neun Reihenhäuser befanden und eine einheitliche Fassade bildeten. Jedes dieser neun Stadthäuser kostete seinerzeit 30.000 $. Heute sind nur vier davon erhalten und stehen unter Denkmalschutz. Sie sind die einzig verbliebenen Zeugen der ersten exklusiven Phase der Lafayette Street, die diesen Namen erhielt, als die Stadt die Straße nach Süden erweiterte und damit den Sackgassen-Charakter aufhob.
Das Ende der glanzvollen Zeit dieser Gegend wurde mit dem Wegzug von William Colford Schermerhorn im Jahre 1860 eingeläutet, der dort mit seiner Familie im Schermerhorn Mansion lebte. Den Familiensitz richtete Mrs Schermerhorn noch im Jahre 1854 im Stile Versailles unter Ludwig XV. her, um einen prächtigen Kostümball mit dem Motto „Frankreich“ für 600 New Yorker zu veranstalten. Als die Schermerhorns sechs Jahre später nach Norden in die 49 West 23rd Street zogen, wurde kurz danach die Hälfte der Colonnade Row abgerissen, um für ein Warenlager des Wanamaker’s Kaufhaus Platz zu machen. Wanamaker’s hatte in unmittelbarer Nachbarschaft das palastartige Textilwarenhaus von A. T. Stewart übernommen, das den ganzen Block zwischen Broadway und Lafayette Street sowie der 9th Street und 10th Street einnahm. Zugleich errichtete er hier einen ebenso großen Anbau direkt nebenan zwischen der 8th Street und 9th Street mit einer Fußgängerbrücke zwischen beiden Gebäuden. Das Hauptgebäude brannte 1956 nieder, doch der Anbau und das Warenlager sind an der Lafayette Street noch vorhanden. 1888 wurde schließlich die herrschaftliche Schermerhorn Mansion abgerissen und durch das Schermerhorn Building ersetzt, das an einen Bekleidungshersteller vermietet wurde.

## Sehenswürdigkeiten
Sehenswürdigkeiten entlang der Lafayette Street umfassen:
- Die New York Mercantile Library aus dem Jahre 1891 am Astor Place (Architekt: George E. Harney), wo sich einst das Astor Opera House befand und heute Eigentumswohnungen untergebracht sind.
- Alamo bzw. Astor Place Cube – eine würfelförmige Skulptur auf dem Astor Place
- Astor Library Building (1854) – gegründet von John Jacob Astor. Heute befindet sich dort The Public Theater.
- Colonnade Row (1833): Heute stehen noch vier der ursprünglich neun Reihenhäuser im Greek Revival Stil. In einem davon befindet sich heute das Astor Place Theatre.
- Das Schermerhorn Building, das für die Familie Schermerhorn im Jahre 1888 nach den Plänen von Henry Janeway Hardenbergh erbaut wurde, um die Schermerhorn Mansion zu ersetzen.
- Die War Resisters League und der NoHo Star auf der Bleecker Street
- Das Puck Building an der East Houston Street
- Die New York City Rescue Mission an der White Street
- Das Feuerwehrhaus (87 Lafayette Street an der Kreuzung mit der White Street) wurde im Jahre 1895 nach Plänen von Napoleon LeBrun erbaut. Heute befindet sich hier das Downtown Community Television Center.
- Das Ahrens Building von George Henry Griebel und das City Municipal Court Building auf der Südseite der White Street
- New York City Courts an der Franklin Street
- Das Department of Health, Hospitals and Sanitation an der Leonard Street
- Der Federal Plaza mit dem Jacob Javits Federal Building an der Worth Street
- Der Foley Square (benannt nach Tammany Halls „Big Tom“ Foley) an der Pearl Street

## „Summer streets“
Während drei Samstagen im August 2008 schloss das New York City Department of Transportation die Lafayette Street, die Park Avenue und einen Teil der East 72nd Street für den Kfz-Verkehr als „Summer Streets Program“ (Sommer-Straßen-Programm), um für den Auto-Verzicht zu werben. Diese Veranstaltung wurde 2009 am 8., 15. und 22. August wiederholt – von sieben Uhr morgens bis ein Uhr nachmittags. 2010 fand dies am 7., 14. und 21. August statt.

## Galerie

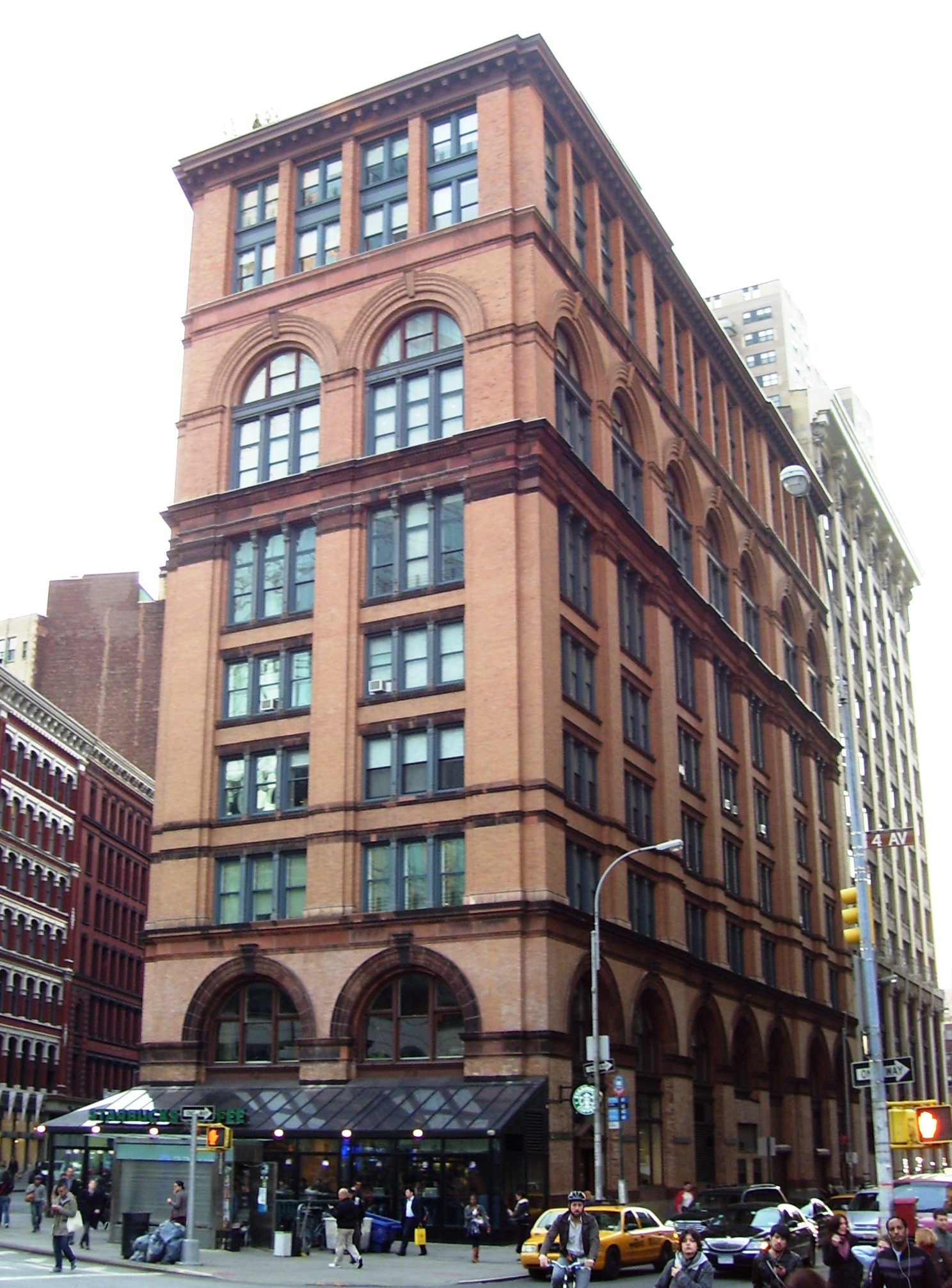
In der „Clinton Hall“ am Astor Place war die New York Mercantile Library untergebracht. Hier stand einst das Astor Opera House, wo 1849 die Astor Place Riot begann.
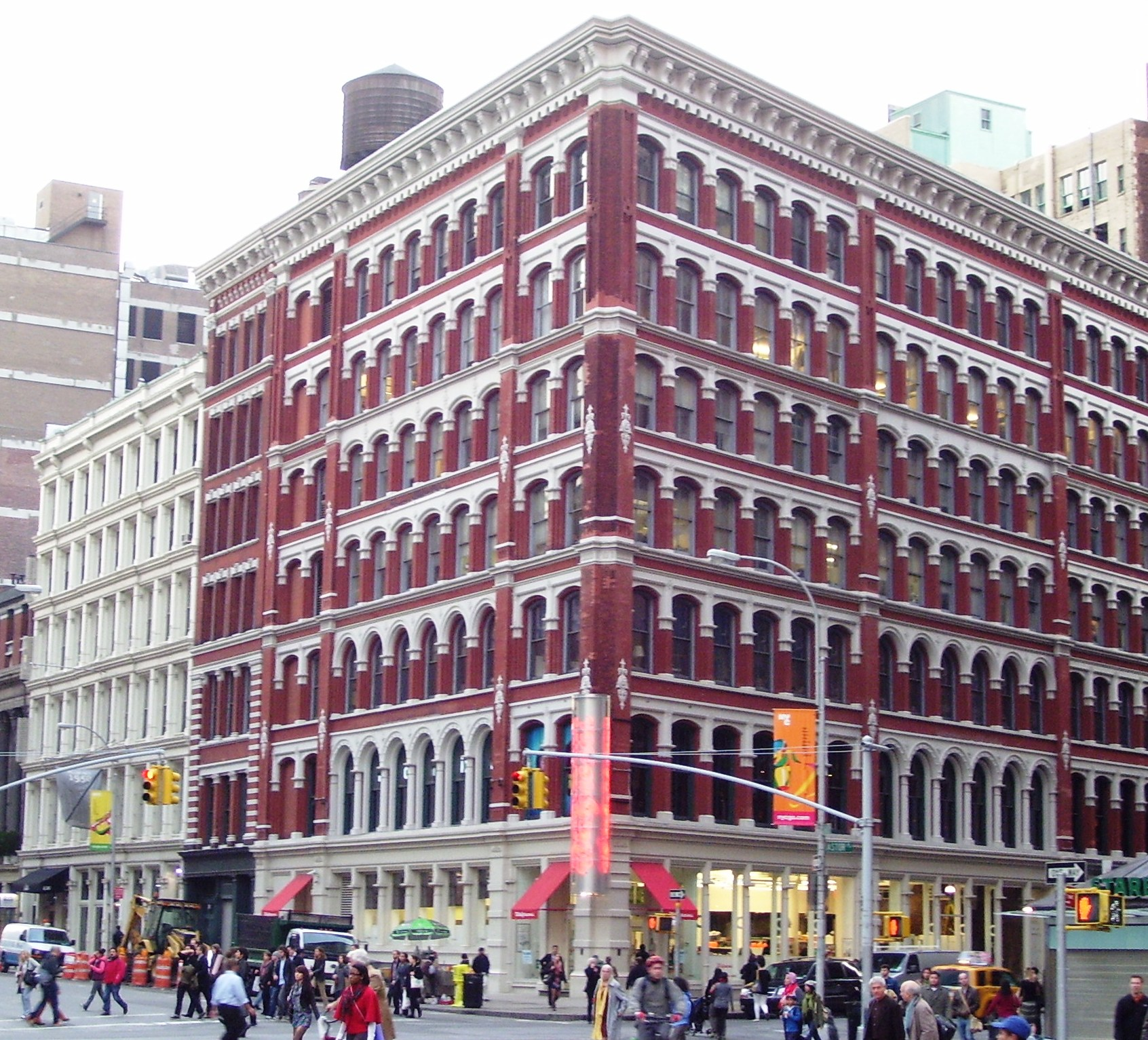
Astor Place Building (444 Lafayette Street)
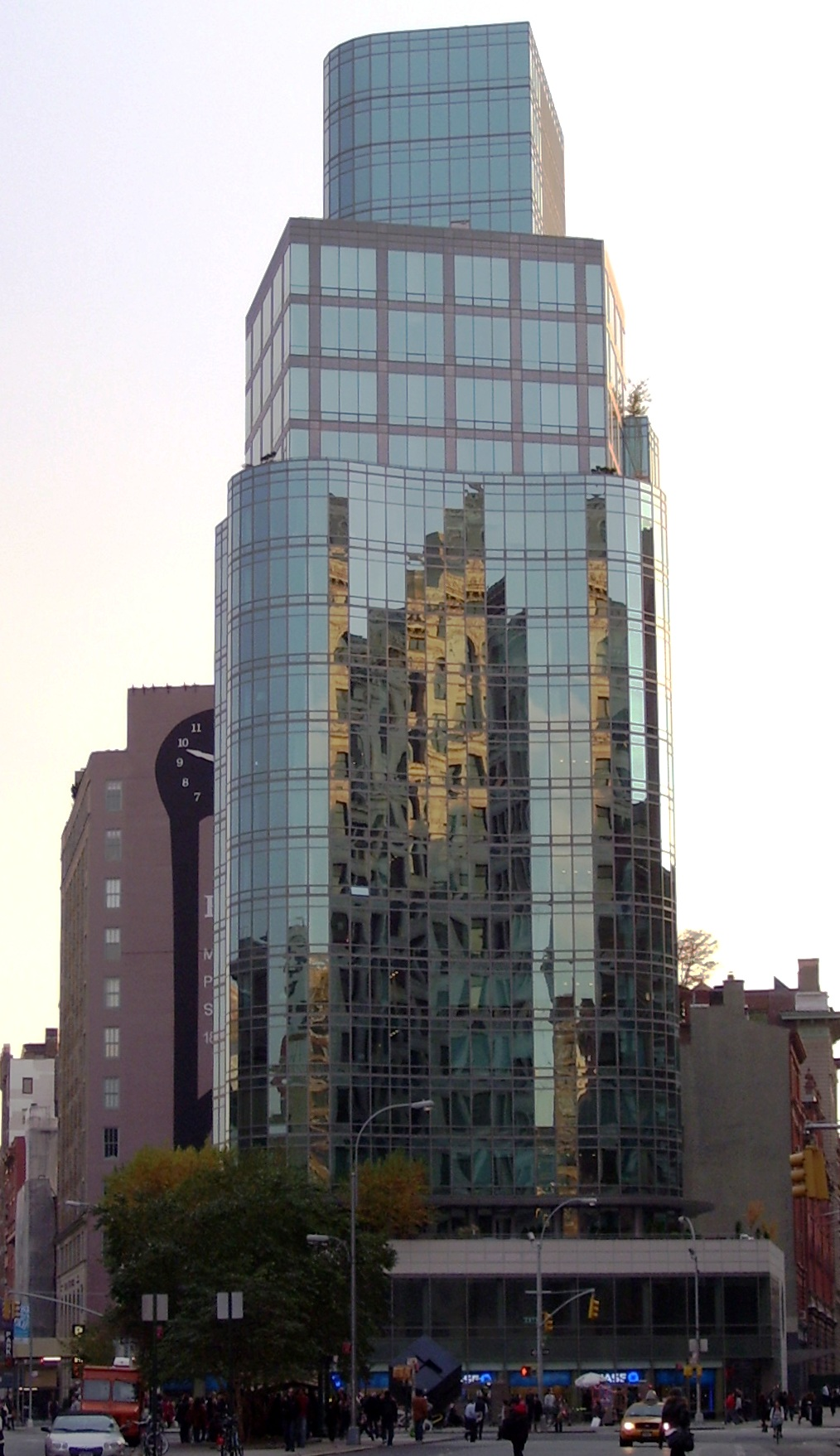
Hochhaus mit Eigentumswohnungen (445 Lafayette Street)
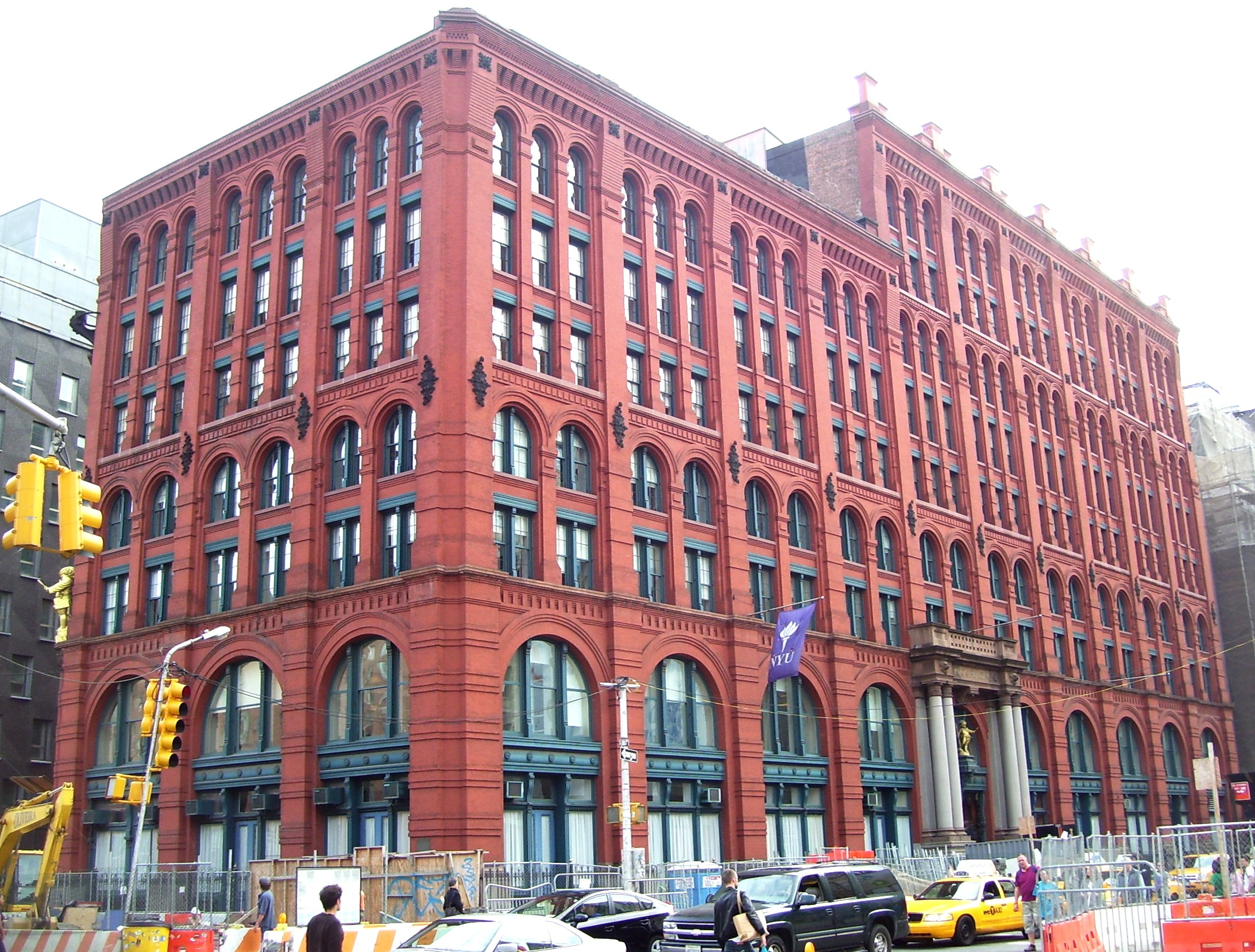
Das Puck Building – früher das Druckereigebäude des Puck Magazin – wurde von Albert Wagner entworfen.